# Dystrykty Izraela

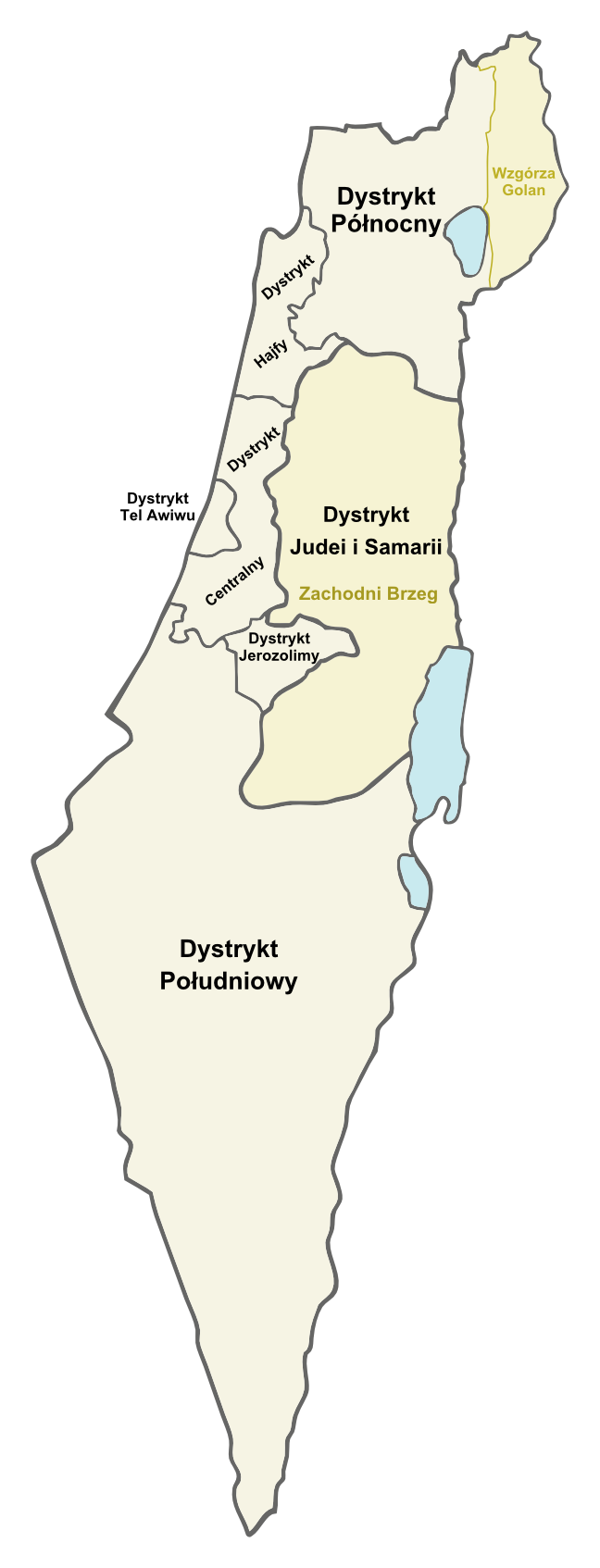
Dystrykty Izraela

Dystrykty Izraela – jednostki administracyjne państwa Izrael. Wyodrębniono sześć dystryktów, nazywanych w języku hebrajskim machoz (l. mn. mechozot – מחוזות) i piętnaście poddystryktów nazywanych nafa (l. mn. nafot – נפות).

## Dystrykt Północny
Dystrykt Północny (Mechoz ha-Cafon). Stolica dystryktu: Nazaret.
Poddystrykty:
- Safed
- Tyberiada
- Jezreel
- Akko
- Golan (nie uznane przez ONZ za terytorium Izraela)

## Hajfa
Dystrykt Hajfa (Mechoz Hejfa). Stolica dystryktu: Hajfa
Poddystrykty:
- Hajfa
- Hadera

## Dystrykt Centralny
Dystrykt Centralny (Mechoz ha-Merkaz). Stolica dystryktu: Ramla.
Poddystrykty:
- Szaron
- Petach Tikwa
- Ramla
- Rechowot

## Tel Awiw
Dystrykt Tel Awiw (Mechoz Tel Awiw). Stolica dystryktu: Tel Awiw.

## Jerozolima
Dystrykt Jerozolima (Mechoz Jeruszalaim). Stolica dystryktu: Jerozolima.

## Dystrykt Południowy
Dystrykt Południowy (Mechoz ha-Darom). Stolica dystryktu: Beer Szewa.
Poddystrykty:
- Aszkelon
- Beer Szewa

## Judea i Samaria
Judea i Samaria (Jehuda we-Szomeron). Obszar pod administracją wojskową, nie jest uznawany przez ONZ za część państwa Izrael.